# ロアッソ熊本
ロアッソ熊本（ロアッソくまもと、伊: Roasso Kumamoto）は、日本の熊本県熊本市をホームタウンとする、日本プロサッカーリーグ（Jリーグ）に加盟するプロサッカークラブ。

## 概要
運営会社は株式会社アスリートクラブ熊本（2004年12月設立）。ホームスタジアムはえがお健康スタジアム、練習場は熊本県民総合運動公園、水前寺競技場などを使用している（詳細は#スタジアム・練習場を参照）。
チーム名のロアッソは、阿蘇山の「あそ」及び「火の国熊本」からイタリア語のRosso（ロッソ、赤の意味）と、イタリア語でAsso（アッソ、「唯一の」や「エース」を意味）を組み合わせた造語である。エンブレムのデザインは暴れ馬と赤い盾。馬は選手・若者、盾はサポーターを表しており、盾の形は熊本県のマークからイメージしている。エンブレムやマスコット等のモチーフとなっている「馬」は熊本の伝統的な祭事などに関わる象徴的な動物である。
クラブマスコットは「馬」をモチーフとしたロアッソくん（2008年誕生） が務めている。

## 歴史

### プロサッカークラブ発足まで
1969年に創部された日本電信電話公社熊本サッカー部が母体となり、2002年からはアルエット熊本（A熊本）の名称でクラブチームとなった。
2004年9月に発足した「熊本にJリーグチームを」県民推進運動本部 は、A熊本を母体としてプロサッカークラブを設立する方針を決定。2004年12月に運営会社として株式会社アスリートクラブ熊本（AC熊本）を設立 し、2005年2月にロッソ熊本が発足した。
発足と共に特別顧問に県知事、熊本市長が就任するなど自治体からの支援も受けた全県的なチームとしてJリーグを目指すこととなり、所属選手全員とプロ契約を結んだ。
なお、形式上ロアッソの前身はA熊本であるが、ロアッソへの移行の際にチーム名称以外にチームカラー・エンブレム・所属選手など全て変更されたため、新たにクラブが発足した2005年がロアッソの創設年とロアッソやJリーグのホームページにも記載され、A熊本とロアッソは別のクラブと見なされている。ただし、天皇杯 JFA 全日本サッカー選手権大会の出場回数はA熊本時代からの通算である。

### 2005年 - 2007年（九州・JFL）
2005年は九州リーグでは最終戦でFC琉球との首位攻防戦を制し、A熊本時代を含めて7回目の優勝を収めた。第29回全国地域リーグ決勝大会は3位。なお、JFL優勝の愛媛FCがJリーグへ加盟したため、日本フットボールリーグ(JFL)へ昇格した。2006年8月にJリーグ準加盟クラブとして承認された。
2007年9月27日にJリーグ加盟の申請書を提出。同年のリーグ戦は2位の成績となり、12月3日のJリーグ臨時理事会で2008年度からのJリーグ加盟が承認された。
11月16日、Jリーグ加盟に併せて商標権の関係でクラブ名をロアッソ熊本へ改称すると報じられた。この名称は8月に特許庁に申請しており、翌2008年4月には承認された。11月29日、公式サイトに「チーム名変更について（お詫び）」と記された文面が掲載され、12月25日にチーム名称とエンブレム・ロゴが発表された。

### 2008年 - 2018年（J2）

#### 2008年
チームスローガン：Action & Communication
1月23日に『「ロアッソ熊本」国獲り宣言』と題した中期目標並びにシーズンスローガン、シーズン目標が発表され、またクラブマスコット『ロアッソくん』が誕生した。
韓国から車智鎬を完全移籍で、G大阪から中山悟志をレンタル移籍で獲得。あとは高校生2人（吉田智志、網田慎）を獲得した。JFL昇格時のメンバーを中心としたメンバー構成で戦った1年目はシーズン終盤には8試合無敗となるなど、10勝13分19敗で12位の成績。5月に九州産業交通元取締役の岡英生がAC熊本の社長に、8月に池谷友良がゼネラルマネージャー（GM）に就任（監督と兼任）。なお、シーズン終了後に池谷が監督を退任した（GMは留任）。

#### 2009年
チームスローガン：絆～Keep & Change～
京都のジュニアユース元監督の北野誠が監督に就任。
レンタル移籍だった中山悟志、松岡康暢が完全移籍。京都から石井俊也を、甲府から宇留野純を、名古屋から元日本代表の藤田俊哉を完全移籍で獲得。G大阪から木下正貴をレンタル移籍で獲得した。リーグ戦は前年を下回る14位の成績。シーズン終了後に北野が監督を退任した。

#### 2010年
チームスローガン：絆 ～STRONG WILL 強い意志～
東京V元監督の高木琢也が監督に就任。
木島良輔、小森田友明、石井俊也、中山悟志、山本翔平らが退団した一方、レンタル移籍であった木下正貴を完全移籍で獲得。また、元日本代表の柏から南雄太、同じく神戸から松橋章太を完全移籍で、名古屋より平木良樹がレンタル移籍、徳島にレンタル移籍していた筑城和人、元山形の渡辺匠を完全移籍で獲得。
シーズン開始後の4月に、2月より練習生として参加していたファビオとターレスが入団した。2010 FIFAワールドカップによる中断期間に浦和より堤俊輔がレンタル移籍で加入。中断期間終了直後の7月にターレスが退団したが、7月21日には磐田よりカレン・ロバート、8月1日には横浜FCより片山奨典が完全移籍した。
開幕から5戦負け無しで一時は3位まで浮上。シーズンを通して2桁順位に一度も落ちる事無く終盤まで昇格争いに加わり、過去最高の7位でシーズンを終了、目標としていた10位以内を達成した。

#### 2011年
チームスローガン：絆 ～be Real 実現～
高木体制2年目。
神戸よりエジミウソン、横浜FCより岩丸史也、根占真伍を完全移籍で、FC岐阜SECONDより片山朗を獲得。清水より長沢駿及び廣井友信、柏より武富孝介が期限付き移籍。また、中京大学より齊藤和樹、大阪教育大学より田中俊一、柏U-18より仲間隼斗が入団した。
夏の移籍ウィンドウ期間中に、岡村和哉が長崎へレンタル移籍したが、G大阪より菅沼駿哉がレンタル移籍、ソン・イニョンが入団した。
また、九州産業大学サッカー部所属の前山拓也がクラブ史上初の特別指定選手となり、更に田中達也も特別指定選手となった。2種登録選手としてロアッソ熊本ユースより6人が登録された。また、南がキャプテンに、廣井と宇留野が副キャプテンに就任。
J2参入後開幕戦初勝利を挙げ、リーグ戦も前半は前年からの堅守路線を継続して昇格圏を伺う位置にいたが、FC東京や東京V、岡山に大敗するなどして、昨年よりも下位となる11位で終了。シーズンを通して3点以上得点した試合が全く無く、チームの総得点は33点で2011年のJ2リーグ20チーム中最低を記録した。天皇杯は初戦（2回戦）で鳥取に敗退。
第38節の鳥栖戦の試合終了後、J1昇格が決まった鳥栖に対してロアッソサポーターが「サガン鳥栖を愛する全ての人へ　堅忍不抜の努力に敬意を表します　追いつき追い越すまでJ1にいてね♥」という横断幕を掲げ、サガン鳥栖コールを繰り返した。これに対し、鳥栖市から礼状が届き、また、サガン・ドリームス代表取締役会長井川幸広が感謝の意を述べた。

#### 2012年
チームスローガン：絆 ONE heart ～心をひとつに～
高木体制3年目。また、3月9日に岡英生が社長を辞任、後任にGMの池谷が就いた。
補強は、C大阪から高橋祐太郎、川崎から昨シーズン甲府にレンタル移籍した養父雄仁、岡山から白谷建人、大宮から藤本主税、栃木SCから崔根植を完全移籍で獲得、関西サッカーリーグ・アイン食品サッカー部から畑実及び元FC琉球の田島翔、宮崎産業経営大学サッカー部所属の五領淳樹が入した。また、甲斐敬介がユース出身で初めてトップチームに昇格した。前年から引き続き九州産業大学の田中達也、新たに鹿屋体育大学の山崎侑輝が特別指定選手となった。
シーズン開幕後、3月30日に練習生として参加していた元柏の藏川洋平、5月25日に柏の北嶋秀朗の期限付き移籍が発表された。
第2節のホーム開幕戦の鳥取戦でシーズン初勝利を挙げ9位となるが、第7節から第15節まで9試合無勝利となるなど、開幕から15試合で2勝6分7敗と低迷、一時は19位にまで順位を下げた。第34節ホーム大分戦から第38節ホーム町田戦までクラブ史上初のリーグ戦5連勝（公式戦である天皇杯の仙台戦を含めると6連勝）したが、最終成績は14位。シーズン終了後に高木は監督を退任した。天皇杯は3回戦でJ1仙台に勝利し、クラブ史上初めて4回戦へ進出した。
北嶋秀朗の呼びかけにより藤本主税と南雄太が賛同して、第28節栃木SC戦よりロアッソ熊本で使用されているチャントの一つである「come on rosso!」に乗せて、ホーム・アウェイに関わらずチームが勝利した時のみ試合後選手・スタッフと観客が一緒に踊るというパフォーマンスが行われるようになった。

#### 2013年
チームスローガン：絆 with us ～180万馬力～
監督に、U-20サッカー日本代表元監督の吉田靖が就任。
市村篤司が横浜FCへ、武富孝介が湘南へ移籍、廣井友信は清水へ復帰した。
補強は、千葉から佐藤慎之介、ブラジルからドゥグラスとジェフェルソンが完全移籍で、鳥栖から黒木晃平がレンタル移籍で加入。新卒は、秀岳館高校出身のパブロ、流通経済大学から藤本大が入団した。また、北嶋秀朗がレンタル移籍から完全移籍へ、特別指定選手として昨季3試合に出場した山崎侑輝が正式に加入、終盤にベンチ入りしたユースの森川泰臣がトップ昇格を果たした。鹿屋体育大学の坂田良太が特別指定選手となった。また、4月に水原三星からノ・ヒョングを完全移籍で、甲府から堀米勇輝、FC東京から橋本拳人をレンタル移籍で獲得。なお、堀米と橋本は2013年より新たに適用された「23歳以下の選手は下位カテゴリーへのレンタル移籍に限り、登録期間外でも自由に移籍が出来る」制度（育成型期限付き移籍） を活用した。
開幕2戦を連敗後、第3節アウェー松本戦でシーズン初勝利を挙げるが、その後第4節から7戦勝利なし（4連続引分の後3連敗）となり、順位も20位まで低下。第11節から3連勝し14位まで順位を上げたものの、6月に入り再び第17節から第24節にかけて4連敗1回を含む8試合連続勝利なし（3分5敗）となり順位も19位まで降下。また6月15日（第19節）の北九州戦ではJ2最多得点差タイ記録となる0-7での敗戦を喫した。
7月10日、成績不振により吉田が監督を退任し、池谷友良が社長との兼務で代行監督に就任。また、同日付でパブロがヴォルカ鹿児島へ期限付き移籍した。7月27日、DFジェフェルソンの契約を解除。8月10日、元甲府所属ウーゴの移籍及び千葉から青木良太のレンタル移籍を発表。8月14日、池谷が社長を退任し、会長の永田求が社長を兼任することになる。
9月30日、2014年度のJリーグクラブライセンス申請において、J1ライセンスを付与されたものの、同時に、債務超過解消に向け「今期損益見通し詳細を報告し、Jリーグの指導を受けること」「2014年度予算編成に際し、Jリーグの事前指導を受けること」の2点が是正通達された。
第25節での勝利を最後に第26節から第32節まで7試合勝利なし（3引分後4連敗）の後、第33節から4試合負けなし（3勝1分）を記録したが、最終順位はJ2参加後ワーストの19位（10勝13分19敗、勝点43）。得失点差は22チーム中20位の-30であった。ホームゲームは4勝6分11敗の勝点18（アウェーは6勝7分8敗の勝点25）。年間入場者数は130,769人となり、前シーズン比6.3%の増加。天皇杯は3回戦で広島に敗れた。シーズン終了後に池谷が監督代行から退任した。

#### 2014年
チームスローガン：絆 My Hometown 180万馬力
広島元監督の小野剛が監督に就任。池谷友良は社長に復帰した。
ノ・ヒョング、ドゥグラス、ウーゴが契約満了に伴い退団、また2013年シーズン途中に期限付き移籍で加入した堀米勇輝、青木良太についても契約満了に伴い退団した。さらにチーム設立時から所属している唯一の選手だった福王忠世が鳥取、南雄太が横浜FC、期限付き移籍をしていた白谷建人が町田へ完全移籍した。2013年7月からブラジル・サンパウロ州のモジミリンECに短期留学していた甲斐敬介が奈良クラブへ期限付き移籍した。北嶋秀朗、筑城和人、佐藤慎之介が引退、北嶋はアシスタントコーチ兼アカデミースタッフに、筑城は強化スタッフに就任した。
補強は札幌から岡本賢明、東京Vから巻誠一郎といずれも熊本県出身の選手が完全移籍で加わったほか、愛媛から園田拓也、富山から金井大樹がいずれも完全移籍で、岡山から篠原弘次郎、広島からキム・ジョンソクがいずれも期限付き移籍でそれぞれ加入した。さらに2013年に期限付き移籍で加入していた黒木晃平、橋本拳人は期限付き移籍期間が延長され、九州サッカーリーグ・ヴォルカ鹿児島に期限付き移籍していたパブロが復帰した。新人については、ジュニアユース時代からクラブに所属する上村周平、嶋田慎太郎がトップチームに昇格、中央大学から大津高校出身の澤田崇、流通経済大学から広島ユース出身の中山雄登、第92回全国高等学校サッカー選手権大会ベスト4の京都橘高校の永井建成、韓国・漢陽工業高等学校のジョン・ミンヒョクが加わった。
4月に選手登録しているGK畑実と永井建成が練習中に負傷、4月13日の讃岐戦（うまスタ）でGKが金井大樹だけになり控えがいない状況になった。この緊急事態にGKコーチの加藤竜二が4月18日付で選手登録され7年ぶりに現役復帰、4月20日には育成型期限付き移籍でJ1仙台のGKシュミット・ダニエルを獲得した（- 2014年5月19日まで）。4月25日にシュミット・ダニエルの背番号が｢31｣ となり試合出場可能になったことを受けて、加藤竜二は同日付で選手登録を抹消、GKコーチとして再登録された。またロアッソユースからGK八木大政が2種登録選手として選手登録された。
夏の移籍ウィンドウ期間にキム・ビョンヨン、アンデルソンが完全移籍で、髙柳一誠は期限付き移籍で加入、大津高校の野田裕喜は特別指定を受けた。ジョン・ミンヒョク、藤本大及び山崎侑輝は山口へ期限付き移籍、加療中のパブロが外国人枠の関係で登録を外れた。
開幕5戦で勝ち点がわずか4であり、第19節から第22節まで4連敗するなど波に乗り切れなかった時期もあったが、若手の起用を積極的に行い、ハードワークをしながら球を奪ったらすぐにシュートまで持ち込むスタイル を徹底させた結果、昨年よりも上の順位である13位でシーズンを終えた。天皇杯は2回戦で山形に敗れた。

#### 2015年
チームスローガン：RISING 絆 180万馬力
小野体制2年目。
ファビオ、高橋祐太郎（長崎へ移籍）、大迫希（V大分へ移籍）、五領淳樹（鹿児島へ移籍）、山崎侑輝（栃木Uへ移籍）が契約満了。期限付き移籍だった橋本拳人、篠原弘次郎は元のクラブへ復帰、キム・ジョンソクは山口へ再度期限付き移籍した。昨シーズン、チーム最多得点を挙げた澤田崇は清水へ完全移籍、仲間隼斗は讃岐、森川泰臣は鳥取へそれぞれ期限付き移籍した。矢野大輔、原田拓、藤本主税、吉井孝輔が引退、藤本はロアッソ熊本ジュニアユース監督、吉井はロアッソ熊本ユースコーチに就任、矢野と原田はロアッソ熊本のフロントスタッフとなった。
補強は、群馬から平繁龍一、クォン・ハンジン、東京Vから常盤聡、広島から原裕太郎、札幌から上原拓郎を完全移籍で獲得。期限付き移籍であった黒木晃平、髙柳一誠も完全移籍へ移行した。広島の大谷尚輝は期限付き移籍で加入した。山口に期限付き移籍していた藤本大は復帰、登録外となっていたパブロは再登録された。新卒は、九州産業大学から1年次より特別指定選手だった田中達也、流通経済大学からインカレMVPを獲得した鈴木翔登、駒澤大学から熊本出身の小牧成亘が入団。昨年、特別指定選手だった熊本県立大津高等学校の野田裕喜は今年も指定を受けた。
第3節で初勝利を上げたものの、その後は第6節から第10節まで5連敗するなど低迷。一時はJ3降格圏にまで達したが、シーズン途中に鳥栖から清武功暉、湘南から岡崎亮平、そして前年に続き仙台からシュミット・ダニエルを期限付き移籍で獲得した。清武とダニエルはいずれも主力として活躍し、リーグ後半戦で9勝7分け5敗とチームが躍進する原動力になった。最終成績は13位に終わった。
しかし、8月26日に小野が練習中にスタッフの1人に行き過ぎた注意をした事が暴力行為ではないかと問題となり、Jリーグから11月7日付で「厳重注意」の処分が下された。処分が下った後でクラブ側は小野に来季続投を要請していたが、シーズン終了後、プレーオフ進出を逃した責任を取って監督を辞任した。天皇杯は3回戦で広島に敗れた。

#### 2016年
チームスローガン：＋ONE 絆180万馬力
前年までロアッソ熊本ヘッドコーチを務めていた清川浩行が監督に就任。
キム・ビョンヨン、パブロ、常盤聡（群馬へ移籍）が契約満了。クォン・ハンジンは済州ユナイテッドFCへ、齊藤和樹は磐田へ、養父雄仁は長崎へそれぞれ完全移籍した。讃岐へ期限付き移籍した仲間隼斗も完全移籍となった。期限付き移籍で加入した選手のうち、岡崎亮平、シュミット・ダニエル、大谷尚輝は期間満了でチームを離れ、藤本大は引退した。
福島より齋藤恵太、札幌より薗田淳、鹿島より佐藤昭大、岡山より植田龍仁朗、愛媛より村上巧が完全移籍で加入。鳥取へ期限付き移籍していた森川泰臣、大分へ期限付き移籍していた金井大樹は共にチームに復帰。新卒は阪南大学より八久保颯が加入した。また、前年期限付き移籍で加入した清武功暉は期限付き移籍期間が延長された。
チームはシーズン開幕から3連勝を果たし、第3節終了時にはJリーグ昇格後初めてリーグ戦で単独首位に立った。
ところが、4月14日及び16日未明に発生した熊本地震により練習場が使用不能となり、ホームスタジアムの熊本県民総合運動公園陸上競技場（うまスタ）が支援物資の集積所となった。そのため、トップチーム及びアカデミーを含め活動が中止になり、リーグ戦についても、第8節・京都（4月17日・西京極、6月29日に同球場で代替開催）戦、第9節・横浜FC（4月23日・うまスタ、9月7日に同球場で代替開催）戦、第10節・山形（4月29日・NDスタ、7月6日に同球場で代替開催）戦、第11節・愛媛FC（5月3日・うまスタ、8月31日に同球場で代替開催）戦、第12節・札幌（5月7日・札幌ドーム、8月25日に同球場で代替試合）戦の計5試合が中止となった。
リーグ戦自体には5月15日の第13節から復帰を果たしたものの、ホームスタジアムのうまスタは安全確認が完了していないことや、試合運営の準備期間を確保することが困難なため、リーグ戦に復帰した後もホームスタジアムでの試合は行えない状態が続いた。そのため、うまスタ開催の予定であった第14節水戸戦は「熊本地震復興支援マッチ」として柏側の協力もあり、柏のホームスタジアムである日立柏サッカー場 で、第15節町田戦は神戸側の協力もあり神戸のホームスタジアムであるノエビアスタジアム神戸 で、第17節金沢戦・19節讃岐戦は鳥栖側の協力もあり鳥栖のホームスタジアムでもあるベストアメニティスタジアム でのホーム代替開催に変更、うまスタでの試合開催は7月3日の第21節・C大阪戦からとなった。またこの期間中に原裕太郎がゴールキーパーの相次ぐ負傷離脱による登録ウィンドーの例外による期限付き移籍の制度により愛媛へ期限付き移籍した。
シーズン中には、関東2部・LB-BRB TOKYOから若杉拓哉が完全移籍で、C大阪から小谷祐喜が期限付き移籍で加入、さらに元鳥栖の菅沼実が新加入した。一方で森川泰臣が藤枝MYFCに期限付き移籍、坂元大希がドイツ6部リーグのFCドルンドルフへ完全移籍、アンデルソンが退団した。
リーグ戦復帰後は4連敗となかなか勝利に恵まれていなかったが、第17節金沢戦で復帰後初勝利を挙げた。しかし、リーグ復帰前の順位には届かず最終順位は16位で終了した。天皇杯は2回戦で東京Vに敗れた。

#### 2017年
チームスローガン：光となれ!絆 180万馬力
清川体制2年目。
髙柳一誠（山口へ移籍）、金井大樹、永井建成（京都へ移籍）、森川泰臣（JFL・V大分へ移籍）、キム・テヨン、藏川洋平が契約満了、若杉拓哉が退団、小牧成亘が沼津、鈴木翔登が北九州へ期限付き移籍、清武功暉は期限付き移籍満了で退団（その後千葉へ完全移籍）、愛媛へ期限付き移籍していた原裕太郎も完全移籍となった。
札幌より上里一将、福岡より光永祐也、名古屋から昨年秋田でプレーしていた野村政孝、川崎より安柄俊が完全移籍で加入。ECバイーアより昨年名古屋でプレーしていたグスタボを期限付き移籍で獲得。C大阪から期限付き移籍していた小谷祐喜は完全移籍に移行。岐阜へ期限付き移籍していた田中達也はチームに復帰。新外国人選手として嶺南大学からイム・ジンウ、サイバー韓国外国語大学校からヤン・サンジュンが加入、元町田の三鬼海、国士舘大学から林祥太が新加入した。
J2リーグ開幕戦、讃岐に2-1で勝利し3位タイとなったのが年間最高順位で、続く第2節3節を引き分け、そこまでは1桁順位だったものの、第4節からの4連敗で一気に20位にまで低下、直後に2連勝し17位までは戻したものの、さらに4連敗し19位まで降下。3度目の3連敗（先述の2度の4連敗を含む）となった第18節終了時点で4勝3分11敗で19位のままとなり、清川監督が退任、代表取締役社長の池谷友良が社長を退任し監督代行を含め3度目の監督に就任した。また社長は会長の永田求が再び兼任することになった。3度目の連敗は5連敗まで続き、前半戦を5勝3分13敗の勝点18、19位で終える。
シーズン中に、齋藤恵太が水戸へ完全移籍したがECヴィトーリアU-20からモルベッキ、CAメトロポリターノからジュニオール、JFL・東京武蔵野から内山圭が完全移籍で加入、特別指定選手で東海大学熊本キャンパスの末次敦貴が登録された。
前半戦最終戦の第21節の勝利から4戦負けなし、同節から6戦で3勝2分1敗とするなど調子を上げたかと思われたが、第27節の敗戦を皮切りに4試合で1分3敗するなど21位でシーズンを終える。本来であればJ3降格となる順位だが、J3からの昇格が2017年シーズン2位だった栃木SCの1クラブのみ(1位のブラウブリッツ秋田は2018年J2ライセンス未交付のため昇格できず)となったため、規定によりJ2残留となった。
シーズン終了後には成績低迷の責任をとり、池谷は退任して熊本から離れることになった。また、強化本部長を務めていた飯田正吾が解任された。

#### 2018年
チームスローガン：飛翔
大宮元監督の渋谷洋樹が監督に就任した。ゼネラルマネジャーには前広島社長の織田秀和が就いた。
モルベッキ（磐田へ移籍）、グスタボ（ベトナムのホーチミン・シティFCへ移籍）、ジュニオール、光永祐也（藤枝へ移籍）、菅沼実が契約満了となった。他クラブへ期限付き移籍していた薗田淳（秋田へ移籍）、小牧成亘（藤枝へ移籍）も契約満了、富山へ期限付き移籍をしていた平繁龍一は群馬へ完全移籍した。期限付き移籍で加入した田鍋陵太、木村祐志は共に期間満了となりチームを離れた。また、嶋田慎太郎は大宮へ、三鬼海は山形へ完全移籍した。岡本賢明は引退して、ロアッソのアカデミーコーチに就いた。
大宮から高瀬優孝、鳥栖から青木剛、千葉から多々良敦斗、京都から伊東俊、琉球から田辺圭佑、アルビレックス新潟シンガポールから佐野翼が完全移籍で加入し、広島から皆川佑介が期限付きで加入した。また北九州へ期限付き移籍していた鈴木翔登が復帰した。中央大学からはロアッソ熊本ユース出身の池谷友喜、中京大学からは同じく熊本ユース出身の坂本広大が入団した。ユースからは衛藤幹弥がトップチームへ昇格している。
第7節終了時にプレーオフ進出圏内の6位に浮上し、それから第11節まで一旦8位に落ちた第9節終了時を除いて6位となるが、第10節までの5勝3分2敗という好調から一転、第11節から4連敗し17位へ転落、1勝の後3連敗で18位、2引分の後4連敗で20位、1引分後3連敗で13試合連続未勝利となり、J3降格圏の21位に転落、第29節の勝利後、8試合連続未勝利となった第37節終了後遂に最下位に転落するが最終4節を2勝1分1敗、第40節の勝利で21位に再浮上、そのまま2年連続の21位でシーズンを終えたため前年に続き2シーズン連続でJ3リーグの最終順位によりJ3リーグ降格もしくはJ2リーグ残留が決することとなった。しかし11月25日、鹿児島ユナイテッドFCが勝利したため2019年のJ2リーグ昇格となる2位を確定、これにより熊本の2019年のJ3リーグへの降格が決まった。得点はリーグ12位の50を挙げながらも、この年のJ2ワーストの失点数79が響いた。

### 2019年 - 2021年（J3）

#### 2019年
チームスローガン：我心勝鍛
渋谷体制2年目。
開幕から3戦勝利なし、第5節時点で13位と低迷するも、第6節から6連勝し、第16節までの11戦で9勝1分1敗とし、第10節に初の首位に立ち、一旦第12節に2位に落ちたものの、第13節から前半戦終了となる17節終了時点まで首位を維持した。しかし第17節から4試合勝ちなしで、第18節に再び2位、J3リーグ中断期間前の第20節には昇格圏外の3位に転落。その後3連勝し第23節には再び2位浮上したが、続く第24節に4位転落、同節以降11試合で3勝4分4敗で4位を維持、最終節で富山に逆転され最終順位は5位、1年でのJ2復帰とはならなかった。得点がリーグ8位タイ、失点もリーグ7位と振るわず、首位だった前半戦が27得点20失点の得失点差+7に対し、後半戦は18得点19失点の得失点差-1と得点力が低下、またホームでは9勝6分2敗と、優勝した北九州をも上回る勝点を上げたものの、アウェーでは7勝3分7敗にとどまったことも影響した。シーズン終了後、渋谷が監督を退任した。

#### 2020年
クラブスローガン：'繋続～TSUNAGI～
甲府や京都、岐阜などで監督を務めた大木武が監督に就任した。
前半戦は開幕4連勝や2度の3連勝などで、第17節終了時点で12勝2分3敗、1試合少ないながら無敗で首位の秋田に勝点差2の2位、3位長野に勝点差6をつけていた。しかし後半戦に入り第18節から3連敗で長野に抜かれ3位に陥落するなど10試合で勝点僅か8（2勝2分6敗）と不調、長野と2位3位を推移する。第25節以降7戦未勝利で9位まで順位を下げ、12月9日、第32節で8試合ぶりの勝利を挙げたものの、同節勝利した2位長野との勝点差が7のまま変わらず、2試合を残して2年連続J2昇格を逃すことが決定した。最終的に後半戦は4勝4分9敗で勝点16を加えるにとどまり、年間では前年と同じ16勝を挙げたものの、引分数が減ったため勝点は前年を3下回る54、順位も前年の5位から8位に低下した。

#### 2021年
クラブスローガン：闘え!2021
大木体制2年目。
J3リーグ前半戦は先制するも最終的には追いつかれ引き分けになる試合も多く、J2昇格圏の2位に浮上したのは第9・13各節終了時のみだったが、第11節以降第16節からの7連勝を含む11戦負け無しで第20節終了時に首位に浮上する。しかし第24節から4戦勝利なし（3分1敗）で2位となった後、第28節YS横浜戦の勝利で残り2試合の時点で再び首位に立つも、第29節引き分け以上で昇格が決まる2位宮崎との直接対決に敗れ昇格圏外の3位に後退。J2昇格には勝利が絶対条件となった最終節は後半の2得点で岐阜に勝利し、試合の無かった宮崎を追い抜きJ2昇格が決定。さらに岩手が沼津と引き分けたため、J3優勝も決定した。

### 2022年 - （J2）

#### 2022年
クラブスローガン：闘え!2022
大木体制3年目。岡本知剛が現役引退、岩下航が柏、内山圭と小笠原佳祐、水野泰輔が藤枝へ（水野は復帰）、北村知也は宮崎、浅川隼人は奈良にそれぞれ完全移籍。加入1年目でブレイクを果たしたターレスは完全移籍したのち熊本に1年間の期限付き移籍をする形で名古屋へ移籍した。一方で、田辺圭佑が鹿児島から復帰、粟飯原尚平と三島頌平が岐阜から、広島から増田卓也（前年は町田でプレー）が完全移籍。イヨハ理ヘンリー（前年は鹿児島でプレー）は期限付き移籍した。前年のインターカレッジ優勝メンバーの土信田悠生と江﨑巧朗（駒沢大学）をはじめ阿部海斗（福岡大学）、東山達稀（静岡産業大学）
藤田一途（仙台大学）の大卒新人5名が新加入（前年度の特別指定選手も含む）、
ユースから谷山湧人が昇格した。
リーグ戦では、開幕戦は引き分け、第3節でシーズン初勝利、第5節にホーム初勝利を挙げた。
その後も2位であった東京Vや首位であった横浜FCを破るものの一進一退という状況。しかし、第16節・大分戦に勝利して8位に浮上して以降は1桁順位として安定。26-28節では3連勝をしてプレーオフ圏内に入る。その後も着実に順位を上げ、クラブとしてもJ2最高成績の18勝13分11敗の4位でレギュラーシーズンを終えた。J3リーグから昇格した初年度のチームが4位となったのは2015年町田、2020年北九州の5位を上回る過去最高、勝点67も両チームの65を超え、2013年に当時JFLからJ2参戦初年度だった長崎（順位は6位）の66も超える過去最多記録となった。
初参戦となったJ1参入プレーオフではホームでの1回戦で5位・大分と対戦し2-2で引き分けも、大会規定によりシーズン上位のアドバンテージで2回戦に進出。2回戦では6位・山形と対戦し、後半に追いつき2-2で終了。1回戦同様規定により決定戦への出場が決定し、J1昇格に初の王手をかけた。
「2022J1参入プレーオフ」決定戦は、11月13日にアウェーでJ1・16位の京都と対戦。結果1-1で引き分け、初のJ1昇格とはならなかった。
天皇杯は3回戦で鳥栖に敗れた。

#### 2023年
クラブスローガン：挑め！高みへ！
大木体制4年目。河原創が鳥栖に、高橋利樹が浦和に、杉山直宏がG大阪、坂本亘基が横浜FCに、菅田真啓が仙台に、酒井崇一が群馬に、東出壮太が宮崎に、東野広太郎がジェイリースFCに、樋口叶、田尻康晴が高知に完全移籍、ターレスとイヨハ理ヘンリーがレンタルバックした。
一方、松岡瑠夢が栃木から、島村拓弥が今治から、岡崎慎がFC東京から、大本祐槻が琉球から、大西遼太郎が岐阜から、石川大地が鳥取から完全移籍。
大崎舜（福岡大学）、豊田歩（中央大学）、東郷翼（日本体育大学）、相澤佑哉（駒澤大学）、宮㟢海斗（鹿屋体育大学）の大卒新人5人が加入し、道脇豊がユースから昇格した。
リーグ戦は3節の大宮戦で初勝利。2連勝するもその後は黒星が先行する形となり、第22節の磐田戦から第34節藤枝戦まで4分9敗と、実に2ヶ月半もの間勝ちに見放され、残留争いに加わる。第35節、大宮との直接対決を制しそのまま3連勝、一時は22チーム中20位まで順位を落としたが踏みとどまり、第40節でJ2残留を決めた。残留争いのライバルであった下位4チーム（栃木、山口、大宮、金沢）に6勝2分と、下位との勝負強さが目立った一方、上位チームには大きく負け越したシーズンとなった。
通算成績は13勝10分け19敗（勝ち点49）の14位で、昨季の4位から大きく順位を落とした。
天皇杯ではJ1のサガン鳥栖、FC東京、ヴィッセル神戸を破りクラブ史上初のベスト4に進出したがベスト4で柏レイソル相手に敗戦した。

#### 2024年
クラブスローガン：跳べ！
大木体制5年目。
増田卓也と田辺圭佑が引退、平川怜が磐田に、島村拓弥が柏に、土信田悠生が金沢に、粟飯原尚平が岐阜に完全移籍、相澤佑哉が新宿に、谷山湧人がFC徳島に期限付き移籍した。
一方、岩下航が柏から期限付き移籍で加入、
佐藤史騎（東海大学）、古長谷千博（常葉大学）、藤井皓也（中京大学）、ベ・ジョンミン（九州産業大学）の新卒4人が加入、神代慶人がユースから昇格した。
シーズン途中にはG大阪から唐山翔自が、札幌から岡田大和が期限付き移籍で加入した。
2024年からJ1、J2、J360チームでのノックアウト方式となったルヴァンカップでは2回戦でサガン鳥栖に敗れた。
天皇杯では2回戦で水戸に敗れた。

## タイトル

### リーグ戦
- J3リーグ：1回
  - 2021年（第8回）
- 九州サッカーリーグ：1回
  - 2005年（第33回）

### カップ戦他
- NHK杯熊本県サッカー選手権大会（兼天皇杯熊本県予選）：4回
  - 2005年（第9回）、2006年（第10回）、2007年（第11回）、2019年（第23回）
- 全国社会人サッカー選手権大会：1回
  - 2005年（第41回）
- 熊本県チャンピオンシップシップサッカー大会（アデルカーズカップ）：1回
  - 2005年（第1回）

### 個人別
- J2リーグ
  - 月間MVP
    - 2016年2月・3月：清武功暉

  - 月間ベストゴール
    - 2022年7月 : 杉山直宏
    - 2024年11月・12月　石川大地

  - 月間最優秀監督
    - 2022年7月・9月 : 大木武

  - J2ベストイレブン
    - 2022年 : 河原創、髙橋利樹
    - 2023年 : 平川怜

  - 月間ヤングプレーヤー賞
    - 2025年　: 神代慶人
- J3リーグ
  - 得点王
    - 2020年：谷口海斗（18得点）

  - 月間MVP
    - 2019年6月：北村知也

  - 月間ベストゴール
    - 2019年4月：高瀬優孝
    - 2019年5月：黒木晃平
    - 2020年8月：中原輝
    - 2020年9月：浅川隼人
    - 2020年12月：谷口海斗
    - 2021年9月：黒木晃平
    - 2021年11・12月：坂本亘基

  - 月間優秀監督賞
    - 2019年5月：渋谷洋樹
    - 2021年9月：大木武
- 日本フットボールリーグ
  - ベストイレブン
    - 2006年：熊谷雅彦
    - 2007年：小森田友明、高橋泰
- 九州サッカーリーグ
  - 最優秀選手
    - 2005年：福王忠世

### その他
- J2リーグ
  - J2フェアプレー賞：2回
    - 2018年
    - 2022年
    - 2024年
- J3リーグ
  - J3フェアプレー賞：3回
    - 2019年、2020年、2021年
- 日本フットボールリーグ
  - ベストサポーター賞：2007年

## スタジアム・練習場
ホームスタジアムはえがお健康スタジアムであるが、熊本市水前寺競技場でもホームゲームを開催している。過去のホームゲーム開催スタジアムはロアッソ熊本の年度別成績一覧#年度別入場者数を参照のこと。
2012年3月29日、熊本県民総合運動公園内にロアッソ熊本のクラブハウスを兼ねた「スポーツ交流館」が落成した。クラブ専用のミーティングルームやロッカー、シャワールームなどを備えている。練習は主にスポーツ交流館横のサッカー場・ラグビー場で行われる他、水前寺競技場、大津町運動公園球技場、益城町陸上競技場、菊池市七城運動公園サッカー場でも行われる。

## ユニフォーム

### チームカラー
- 赤[1]

### ユニフォームスポンサー
| 掲出箇所 | スポンサー名                 | 表記                          | 掲出年      | 備考 |
| 胸       | 平田機工                     | Hirata                        | 2018年 -    | |
| 鎖骨     | RKKCS                        | RKKCS                         | 2022年 -    | 左側に表記 |
| 鎖骨     | アウトソーシングテクノロジー | Out-Sourcing! Technology inc. | 2022年9月 - | 右側に表記 |
| 背中上部 | 高橋酒造                     | 白岳（1st） 白岳しろ（2nd）   | 2020年 -    | 2005年はパンツ 2006年 - 2007年・2012年 - 2017年は胸 2018年 - 2019年は背中下部 2005年は「白岳」表記 2006年 - 2007年は「白岳 HAKUTAKE」表記 2012年 - 2017年の1stは「白岳 HAKUTAKE」表記 2012年 - 2013年の2ndは「白岳しろ HAKUTAKE SHIRO」表記 2014年 - 2015年の2ndは「白岳しろ HAKUTAKE」表記 |
| 背中下部 | 肥後銀行                     | 肥後銀行                      | 2023年 -    | |
| 袖       | なし                         | -                             | -           | |
| パンツ   | Lib Work                     | Lib Work                      | 2025年8月-  | |

- 2014年 - 2018年は、熊本県PRキャラクターのくまモンが背番号の下にプリントされていた[40]。ゆるキャラをユニフォームにプリントしたのはJリーグで初めてのケースであった[41]。しかし、くまモンのイラストが国際サッカー評議会 (IFAB) の2018-19競技規則で定められた「チームの紋章やロゴ、各国サッカー協会、大陸連盟または国際サッカー連盟 (FIFA) の規定により認められる商業的広告」に該当しないとして、2019年のユニフォームよりくまモンのプリントが外されることになった[42]。一部報道で「くまモンが熊本県（自治体）のキャラクターであり、IFAB競技規則の『用具には、政治的、宗教的または個人的なスローガンやメッセージ、あるいはイメージをつけてはならない』項目に抵触するため」という理由が報じられていた[43] が、熊本日日新聞がJリーグに確認したところ「くまモンが政治的意味合いを持つならば、従来から掲出できていない」と、事実誤認であるとの見解を示している[42]。
- 2019年のユニフォームより、背番号下にネームが入った[44]。

### トレーニングウェアスポンサー

#### 公式用トレーニングウェア
| 掲出箇所 | スポンサー名                 | 表記                 | 備考           |
| 胸       | シアーズホームグループHD     | シアーズ             | 上段に表記     |
| 胸       | マイナビ                     | マイナビ             | 下段左側に表記 |
| 胸       | MARUKU                       | MARUKU               | 下段右側に表記 |
| 肩       | えがお                       | えがお               | 両側に表記     |
| 背中上部 | 熊本日日新聞                 | 熊本日日新聞         |                |
| 背中下部 | 磯崎工務店                   | いそざきの家         | 上段に表記     |
| 背中下部 | 熊本市                       | 熊本市               | 下段に表記     |
| 袖       | アンサー・インターナショナル | Answer International |                |

#### 練習用トレーニングウェア
| 掲出箇所 | スポンサー名             | 表記       | 備考           |
| 胸       | 九州エネコ               | 九州エネコ | 上段に表記     |
| 胸       | ピカッシュ               | ピカッシュ | 下段左側に表記 |
| 胸       | 肌美和                   | Kimiwa     | 下段右側に表記 |
| 背中上部 | シアーズホームグループHD | シアーズ   |                |
| 袖       | えがお                   | えがお     |                |

### ユニフォームサプライヤーの遍歴
- 2005年[45] - 2024年[45]：プーマ
- 2025年[46] - 現在：アドミラル

### 歴代ユニフォーム
| FP 1st      | FP 1st | FP 1st | FP 1st      | FP 1st      |
| ----------- | ------ | ------ | ----------- | ----------- |
| 2005 - 2006 | 2007   | 2008   | 2009 - 2011 | 2012 - 2013 |
| 2014        | 2015   | 2016   | 2017        | 2018        |
| 2019        | 2020   | 2021   | 2022        | 2023        |
| 2024        | 2025 - |        |             |             |
|             |        |        |             |             |

| FP 2nd      | FP 2nd | FP 2nd      | FP 2nd      | FP 2nd      |
| ----------- | ------ | ----------- | ----------- | ----------- |
| 2005 - 2006 | 2007   | 2008 - 2009 | 2010 - 2011 | 2012 - 2013 |
| 2014        | 2015   | 2016        | 2017        | 2018        |
| 2019        | 2020   | 2021        | 2022        | 2023        |
| 2024        | 2025 - |             |             |             |
|             |        |             |             |             |

| 2018 · 夏季限定 |
|                 |

### 歴代ユニフォームスポンサー表記
| 年度 | 箇所                                                     | 箇所   | 箇所                              | 箇所                                  | 箇所                                 | 箇所                             | 箇所           | 箇所       | サプライヤー |
| 年度 | 胸                                                       | 鎖骨左 | 鎖骨右                            | 背中上部                              | 背中下部                             | 袖                               | パンツ前面     | パンツ背面 | サプライヤー |
| 2005 | Tsuruya                                                  | 解禁前 | 解禁前                            | 熊本の安心を守る警備会社 キューネット | 解禁前                               | Coca-Cola                        | 白岳           | 解禁前     | PUMA         |
| 2006 | 白岳 HAKUTAKE                                            | 解禁前 | 解禁前                            | 熊本の安心を守る警備会社 キューネット | 解禁前                               | Coca-Cola                        | ANESİS         | 解禁前     | PUMA         |
| 2007 | 白岳 HAKUTAKE                                            | 解禁前 | 解禁前                            | 熊本の安心を守る警備会社 キューネット | 解禁前                               | Coca-Cola                        | ANESİS         | 解禁前     | PUMA         |
| 2008 | 武者がえし kobai.jp                                      | 解禁前 | 解禁前                            | 神城文化の森 FUjiTΛ                   | 解禁前                               | しんきん                         | Coca-Cola      | 解禁前     | PUMA         |
| 2009 | 武者がえし kobai.jp （1st） 誉の 陣太鼓 kobai.jp （2nd） | 解禁前 | 解禁前                            | 神城文化の森 FUjiTΛ                   | 解禁前                               | NTM NIHON TOTAL TELE-MARKETING   | Coca-Cola      | 解禁前     | PUMA         |
| 2010 | 武者がえし kobai.jp （1st） 誉の 陣太鼓 kobai.jp （2nd） | 解禁前 | 解禁前                            | 神城文化の森 FUjiTΛ                   | 解禁前                               | NTM NIHON TOTAL TELE-MARKETING   | Coca-Cola      | 解禁前     | PUMA         |
| 2011 | 武者がえし kobai.jp （1st） 誉の 陣太鼓 kobai.jp （2nd） | 解禁前 | 解禁前                            | 神城文化の森 FUjiTΛ                   | 解禁前                               | NTM NIHON TOTAL TELE-MARKETING   | Coca-Cola      | 解禁前     | PUMA         |
| 2012 | 白岳 HAKUTAKE （1st） 白岳しろ HAKUTAKE SHIRO （2nd）    | 解禁前 | 解禁前                            | 再春館製薬所                          | 解禁前                               | NTM NIHON TOTAL TELE-MARKETING   | Coca-Cola      | 解禁前     | PUMA         |
| 2013 | 白岳 HAKUTAKE （1st） 白岳しろ HAKUTAKE SHIRO （2nd）    | 解禁前 | 解禁前                            | 再春館製薬所                          | 解禁前                               | NTM NIHON TOTAL TELE-MARKETING   | Coca-Cola      | 解禁前     | PUMA         |
| 2014 | 白岳 HAKUTAKE （1st） 白岳しろ HAKUTAKE （2nd）          | 解禁前 | 解禁前                            | えがお                                | 解禁前                               | NTM NIHON TOTAL TELE-MARKETING   | -              | 解禁前     | PUMA         |
| 2015 | 白岳 HAKUTAKE （1st） 白岳しろ HAKUTAKE （2nd）          | 解禁前 | 解禁前                            | えがお                                | 解禁前                               | NTM NIHON TOTAL TELE-MARKETING   | サトウロジック | 解禁前     | PUMA         |
| 2016 | 白岳 HAKUTAKE （1st） 白岳しろ （2nd）                   | 解禁前 | 解禁前                            | えがお                                | - / 熊本電力 KUMAMOTO Electric Power | NTM NIHON TOTAL TELE-MARKETING   | サトウロジック | 解禁前     | PUMA         |
| 2017 | 白岳 HAKUTAKE （1st） 白岳しろ （2nd）                   | 解禁前 | 解禁前                            | マイナビ                              | 熊本電力 KUMAMOTO Electric Power     | NTM NIHON TOTAL TELE-MARKETING   | サトウロジック | 解禁前     | PUMA         |
| 2018 | Hirata                                                   | -      | -                                 | マイナビ                              | 白岳 （1st） 白岳しろ （2nd）        | 熊本電力 KUMAMOTO Electric Power | サトウロジック | 解禁前     | PUMA         |
| 2019 | Hirata                                                   | -      | -                                 | マイナビ                              | 白岳 （1st） 白岳しろ （2nd）        | 熊本電力 KUMAMOTO Electric Power | サトウロジック | 解禁前     | PUMA         |
| 2020 | Hirata                                                   | -      | -                                 | 白岳 （1st） 白岳しろ （2nd）         | -                                    | -                                | サトウロジック | -          | PUMA         |
| 2021 | Hirata                                                   | -      | -                                 | 白岳 （1st） 白岳しろ （2nd）         | -                                    | -                                | サトウロジック | -          | PUMA         |
| 2022 | Hirata                                                   | RKKCS  | - / Out-Sourcing! Technology inc. | 白岳 （1st） 白岳しろ （2nd）         | -                                    | -                                | サトウロジック | -          | PUMA         |
| 2023 | Hirata                                                   | RKKCS  | Out-Sourcing! Technology inc.     | 白岳 （1st） 白岳しろ （2nd）         | 肥後銀行                             | -                                | -              | -          | PUMA         |

## スポンサー
出典: 

## アカデミー
2006年にジュニアユースチーム、2009年にユースチームが発足。また、2008年はJサテライトリーグ（2010年廃止）へ参加したが、2009年より九州チャレンジャーズリーグへ参戦している。U-18は2013年にプリンスリーグ九州2部に参入したが、同年を持ってリーグを1部体制にする煽りを食って降格、2015年には県リーグで首位に立ち、プリンスリーグ参入戦で勝利したことにより、2016年度より再度昇格している。
2016年より、これまでユース（U-18）、ジュニアユース（U-15、U-14、U-13）に加えて、小学生を対象にしたジュニアチームを発足させる。
ジュニアユースまでは男女一緒にプレーする環境となっており、時折女子生徒のチームメンバーが加入する。

## ゆるキャラ応援団
2010年よりくまモンがロアッソ熊本のホームゲームにて毎試合応援に駆けつけている。2012年からは鞠智城（菊池市）のPRキャラクターであるころう君も参加 するようになり、ロアッソくん、くまモンと共に試合開始前やハーフタイムで会場を盛り上げている。2016年2月26日、熊本城（熊本市）のPRキャラクターであるひごまるも応援レギュラーメンバーに加わり、ゆるキャラ応援団を結成した。なお、レギュラーメンバー以外にも熊本県内各地のゆるキャラが参加することもある。

## メディア

### 番組
- roasso magazine - RKKテレビ（2014年4月18日以降は自社制作の情報番組「ガルキン」に内包[55]、旧VIVA!!ROASSO）
- KICK OFF! KUMAMOTO - テレビ熊本（毎週日曜日 6:15 - 6:30。2022年10月8日放送開始。2024年3月31日放送終了。）→熊本県民テレビ（毎週土曜日 11:35 - 11:50。2024年4月6日放送開始。）
- VIVA! ROASSO RADIO - RKKラジオ
- Roasso Links - エフエム熊本
- ロアッソ魂 - 熊本シティエフエム
- 月刊ロアッソ - ジェイコム熊本 番組は毎月1回更新され、1ヶ月間同じ内容が放送される。
- ロアッソ熊本 VICTORY RADIO（ホームゲーム中継）- 熊本シティエフエム

### コーナー
- TKUみんなのニュース（毎月1回） - テレビ熊本（TKU） - 「月刊ロアッソコバ's EYE」と題し、試合を振り返るとともに、小林弘記が解説者としてVTR出演。
- クマロク!（月曜日） - NHK熊本放送局 - 2014年4月よりスタートしたスポーツコーナー「クマロク!SPORTS」内で試合結果とともに、「池谷の視点」と題し、池谷友良が解説者としてVTR出演。

### 特集
- 仕事ハッケン伝 - NHK総合テレビジョン 2012年6月28日放送[56]。お笑いコンビ・スピードワゴンのボケ担当である小沢一敬が、ロアッソ熊本の運営スタッフとして1週間働いた。小沢はこれ以後、ロアッソ熊本のファンを公言している[57]。また、小沢が企画した「叫べメッセージ!!」と「ロアッソ選手ってこんな人!クイズ」は2012年シーズンのホーム最終戦まで行われた。

## 公式応援ソング
- 作詞：ROASSO KUMAMOTOサポーター[58]
- 作曲：稲本響[58]